# Дом творчества художников «Старая Ладога»
Дом творчества художников «Старая Ладога» — творческая база Художественного фонда РСФСР, существовавшая в середине — второй половине XX века в Ленинградской области на правом берегу реки Волхов напротив села Старая Ладога.

## История
В середине 1930-х годов после образования Ленинградского областного Союза советских художников и передачи ему распоряжением Ленсовета всего здания бывшего Общества поощрения художеств (ул. Большая Морская, дом 38, пл. 5183 кв.м.) был поднят вопрос о создании загородного Дома отдыха и творчества ЛОССХ.
Первоначально помещения для устройства летней базы отдыха были выделены ЛОССХ в 1935 году в Мариенбурге (посёлок Рошаля, ул. Лесная дом 4). По смете административно-хозяйственных расходов ЛОССХ на 1936 год на её содержание было выделено 18 тыс. руб., из них 14 тыс. руб. – на ремонт. Во время войны летняя база отдыха не сохранилась.
Уже в феврале 1945 года решением Леноблисполкома на баланс Художественного фонда для организации творческой базы  ЛОССХ был передан Дом отдыха в деревне Чернавино Волховского района Ленинградской области, расположенный на правом берегу реки Волхов напротив исторической Старой Ладоги в бывшем имении князей Шаховских. Последними владельцами усадьбы до революции были князь Николай Иванович Шаховской (1851-1937), тайный советник, член Государственного банка России и его сын, Всеволод Николаевич (1874-1954), действительный статский советник, последний министр торговли и промышленности царской России, эмигрировавшие во Францию в 1919 году. В 1946 году начались работы по ремонту и строительству Дома творчества, растянувшиеся на 15 лет.
Выбор Старой Ладоги был не случаен. Она издавна привлекала русских художников своими архитектурными памятниками и древней историей. "Вместе с чувством уважения вас наполняет здесь какой-то удивительный покой, — писал Н. К. Рерих,  … будто смотрите куда-то далеко, без первого плана. Именно чувство родной старины наполняет Вас при взгляде на Старую Ладогу". В XIX – начале XX века здесь бывали И. К. Айвазовский, О. А. Кипренский, А. О. Орловский, А. Г. Венецианов, И. А. Иванов, В. А. Серов, К. А. Коровин, Б. М. Кустодиев и другие. Здесь родился и был похоронен В. М. Максимов, академик живописи, художник-передвижник, писавший картины из жизни и быта крестьян. Николай Рерих, писавший в Старой Ладоге этюды с натуры в 1899 году, назвал вид, открывающийся с высокого берега, одним из лучших русских пейзажей.
В 1924-1926 годах А. Н. Самохвалов участвовал здесь в подготовительных работах по реставрации Георгиевского собора. По признанию художника, этот опыт многому его научил, помог понять, как композиционное слияние образов монументальной живописи и архитектурных форм «создавало пафос полифонического звучания всего комплекса воздействующих элементов». Результатом поездок Самохвалова стали также его пейзаж «Старая Ладога» (1924) и картина «Семья рыбака» (1926, ГРМ).
Вскоре после окончания войны в Старую Ладогу начали приезжать ленинградские художники. Первоначально они останавливались у местных жителей. Для С. И. Осипова, Г. А. Савинова, Н. Е. Тимкова, А. Н. Семёнова и других художников поездки в Старую Ладогу на десятилетия стали источником творческого вдохновения. Убеждённость в наследовании духовных и культурных ценностей отчётливо прозвучит в их творчестве, для которого, по замечанию Г. Ф. Голенького, "национальное прошлое не разлучено с современностью, а входит в неё важной составной частью".
В начале 1960-х годов после завершения ремонта зданий старинной усадьбы Дом творчества художников «Старая Ладога» начал работать постоянно, став на тридцать лет признанным центром художественной жизни.Здесь работали художники Е. Е. Моисеенко, А. Н. Самохвалов, Д. И. Маевский, В. С. Саксон, В. Ф. Загонек, Н. Н. Баскаков, В. И. Овчинников, И. М. Варичев, В. В. Ватенин, И. И. Годлевский, В. П. Кранц, Б. В. Корнеев, М. А. Козловская, Л. С. Язгур, Д. В. Беляев, В. А. Баженов, Д. П. Бучкин, Е. П. Жукова, С. Е. Захаров, А. М. Семёнов, Т. К. Афонина, Н. Н. Галахов, З. Н. Бызова, В. И. Борисов, И. М. Добрякова, Н. Н. Брандт, Б. С. Угаров, В. И. Рейхет, Л. И. Вайшля, В. И. Викулов и другие ленинградские живописцы и графики, а также художники из многих регионов России.
В 1970-1980 годы Дом творчества расширялся, были построены новые корпуса. Это позволило круглогодично использовать творческую базу. Расходы на проживание, питание, поездки художников оплачивал Художественный фонд.Произведения, написанные в Старой Ладоге или по собранным здесь материалам, обогатили все жанры русской живописи и, прежде всего, пейзажной. Среди них картины «Волхов. Последний снег» (1967)  Н. Е. Тимкова, «Волхов. Ветреный день» (1964) Л. И. Вайшли, «На Волхове» (1967) Н. А. Фурманкова, «Церковь Георгия. Старая Ладога» (1965), «Весна идёт» (1972) В. И. Овчинникова, «Воспоминание» (1969) И. М. Добряковой, «Село Чернавино» (1968), «Белая ночь над Волховом» (1979) Д. В. Беляева, «Улица в Старой Ладоге» (1962) (1962), «Старая Ладога» (1964), «На Волхове» (1964) И. М. Варичева, «На Волхове» (1965) Б. С. Угарова и другие. Они экспонировались на крупнейших художественных выставках 1960-1980-х годов, а позднее на ретроспективных выставках советского искусства, пополняли и продолжают пополнять собрания музеев и частные коллекции. В том числе стали основой обширного фонда живописи, графики и скульптуры музея-заповедника «Старая Ладога».
В начале 1990-х годов, после распада СССР, ликвидации Художественного фонда и прекращения финансирования Дом творчества «Старая Ладога» сначала перестал принимать художников, а затем прекратил своё существование. После 2003 года, когда отмечалось 1250-летие Старой Ладоги, активизировались усилия общественности по возрождению в Старой Ладоге творческой базы художников.
Валерия Ушакова, петербургский искусствовед и заслуженный работник культуры Р. Ф., оценивая роль Дома творчества, написала «Большое значение для развития ленинградского искусства имело создание в шестидесятые годы Дома творчества в Старой Ладоге... Совместная творческая работа молодых художников со зрелыми мастерами стала хорошей школой и способствовала развитию высокого уровня мастерства, что привело к появлению особой стилистики ленинградского пейзажа».

## Воспоминания
Важными дополнительными источниками по истории Дома творчества «Старая Ладога» являются воспоминания современников, работавших здесь в разные годы. Они живо передают обстановку, в которой протекала их жизнь и творчество, впечатления от природных и архитектурных памятников Старой Ладоги, от общения с её жителями. Воспоминания дополняют портреты многих ленинградских художников, как авторов, так и тех, о ком они вспоминают. Интересные страницы воспоминаний о работе в Старой Ладоге встречаем у художников П. К. Васильева, Д. П. Бучкина,С. И. Осипова, Г. А. Савинова, А. Н. Самохвалова, И. М. Варичева, Д. В. Беляева и других.
Художник Д. П. Бучкин вспоминал о поездках в Старую Ладогу:

«Мне памятна одна морозная зимка, когда секретарь секции Елена Павловна Жукова предложила мне путёвку, сказав: «Поезжай на Ладогу, подыши свежим воздухом и привези хороших этюдов». Быстро собравшийся, вот я уже на вокзале, и вскоре приехал к берегу Волхова. Перехожу по льду на другую сторону, поднимаюсь в горку и через полчаса греюсь в комнате, где уже живут и работают, Н. Н. Баскаков, Д. В. Беляев, И. М. Варичев. На стенах сушатся только что написанные этюды. Не дав мне отдохнуть с дороги, Коля Баскаков командует: «Подъём! Готовь этюдник и марш на этюды! Смотри, какой денёк удался!» И так – каждый день, работали до темноты, наши старшие товарищи Н. Е. Тимков, В. Ф. Загонек показывали своим примером как надо трудиться.
Однажды нам предоставили автобус для поездки в Новую Ладогу – она была от нас далеко, но всем очень хотелось там побывать. Чтобы мы не мёрзли, дирекция о нас позаботилась, выдав валенки, ватники, стёганые штаны, всем одного покроя и цвета – и вот мы все в одинаковой форме. Приехали, выбрали самое живописное место около рыбачьих баркасов. Мы с Колей Баскаковым пристроились за банькой, укрывшись от ветра. Мороз был градусов 30. Подходят к нам рыбаки и спрашивают, мол, чего же вас в такой мороз заставляют «планты снимать»? (так они рассудили о нашей работе). А я им в ответ: «Вон, видите – в автобусе охрана сидит, греется, а нас мёрзнуть заставляют, да ещё кисточкой водить». «Большой срок схватили? – спрашивают. А мы в ответ: - Пожизненный…» Мужики сочувствуют, переминаются с ноги на ногу: «Возьмите хоть рыбёшки, вернётесь в лагерь – подкормитесь…», - и протягивают связку рыбы. Приехав «в лагерь», нахохотались мы вдоволь, поджарили рыбу, сбегали в магазин и долго смеялись, повторяя друг другу: «какой срок схватили – пожизненный!».

После закрытия Дома творчества Д. П. Бучкин оставался одним из немногих художников, кто продолжал ежегодно приезжать в Старую Ладогу. В изданной им в 2004 году книге «Гравюры и рассказы» есть небольшой очерк, названный автором «О Доме творчества Старая Ладога», в котором он горячо выступает за восстановление на Волхове творческой базы художников.
Заслуженный художник РСФСР Г. А. Савинов вспоминал о своей первой поездке в Старую Ладогу вместе с С. И. Осиповым вскоре после войны:

«Старая Ладога не была еще реставрирована. Все нас там поражало: ярко окрашенные дома среди древних белых стен, церкви на холмах-курганах, росписи храма Святого Георгия, стремительный Волхов и жители, которые при встрече кланялись, здороваясь.
Жили мы в деревне Чернавино, в старой избе, сложенной из огромных посеребренных временем бревен, у чудесной старушки Татьяны Егоровны. Днем ходили на этюды, а вечерами пили чай из золотого самовара под рассказы Татьяны Егоровны о старине. Она шила из лоскутков разных материй чудесные коврики и дорожки.
Меня поражало то мужество, с которым С. И. Осипов, превозмогая сильную боль от протеза, нагруженный этюдником и холстом, ходил в поисках мотива, а потом часами писал этюд. В Старой Ладоге хорошо знали С. И. Осипова - он не раз там бывал - и любили. Он был простой, добрый, хороший человек.
Возвращались мы в старом товарно-пассажирском поезде - электричек еще не было. Мимо знакомых, войной разрушенных и еще не восстановленных селений. И тогда он рассказал мне о том бое, в котором был ранен и потерял ногу».

И. П. Беляева, жена Д. В. Беляева, заслуженного художника РСФСР, многолетнего руководителя творческой базы в Старой Ладоге:

«Это было одним из лучших времён Советского Союза. Бесплатные художественные базы по стране, где художники имели мастерские, комнаты для жилья, где их хорошо кормили, куда доставляли из города и увозили обратно, где они в течение срока – двух месяцев могли творчески работать, как хотели. Где они были близки к природе. Когда об этом Дмитрий Васильевич рассказывал художникам в Париже…, в ответ раздавалось скептическое: «О-о-о! Пропаганда!»